# Cattedrale di Sant'Isidoro (Valga)
La cattedrale di Sant'Isidoro (in estone: Issidori peakirik) è la cattedrale ortodossa di Valga, in Estonia, è sede dell'Patriarcato di Tallinn afferente alla Chiesa ortodossa apostolica estone.
La chiesa è stata edificata in mattoni rossi e gialli tra il 1897 ed il 1898, anno anche della sua consacrazione.